# Kaplica Najświętszego Serca Pana Jezusa w Katowicach
Kaplica Najświętszego Serca Pana Jezusa w Katowicach – zabytkowa, rzymskokatolicka kaplica cmentarna, znajdująca się na cmentarzu parafialnym parafii św. Szczepana w Katowicach, na terenie dzielnicy Bogucice. Powstała w 1910 roku, a zaprojektował ją Mansuetus Fromm OFM w stylu neoromańskim. 

## Historia
Kaplicę Najświętszego Serca Pana Jezusa wzniesiono na najstarszej nekropolii w Katowicach, której pierwsza wzmianka pochodzi z 1598 roku. Stanęła w miejscu, gdzie stał bogucicki kościół pw. Nawiedzenia Najświętszej Maryi Panny z obrazem Matki Bożej Boguckiej. Sama zaś kaplica została wzniesiona w 1910 roku według projektu Mansuetusa Fromma OFM – zaprojektował on, również w stylu neoromańskim, panewnicki kompleks klasztorny z bazyliką. Powstała ona w tym samym okresie co kaplica, stąd też architektonicznie obiekty te są do siebie podobne. Budowę kaplicy prowadził E. Naumann.
Rok po oddaniu do użytku kaplica została uszkodzona z powodu szkód górniczych i w 1945 roku wskutek eksplozji wagonów na rampie kolejowej stacji Katowice Zawodzie. Kaplica została odbudowana na koszt Kopalni Węgla Kamiennego „Katowice” i ponownie konsekrowana w 1956 roku. Budowla została wpisana 26 marca 1988 roku pod numerem A/1366/88 (późn. nr: A/842/2021) do rejestru zabytków nieruchomych. W 1998 roku przeszła gruntowną renowację, a w 2014 roku umieszczono w niej drogę krzyżową, które wcześniej znajdowała się w bazylice św. Szczepana.

## Charakterystyka

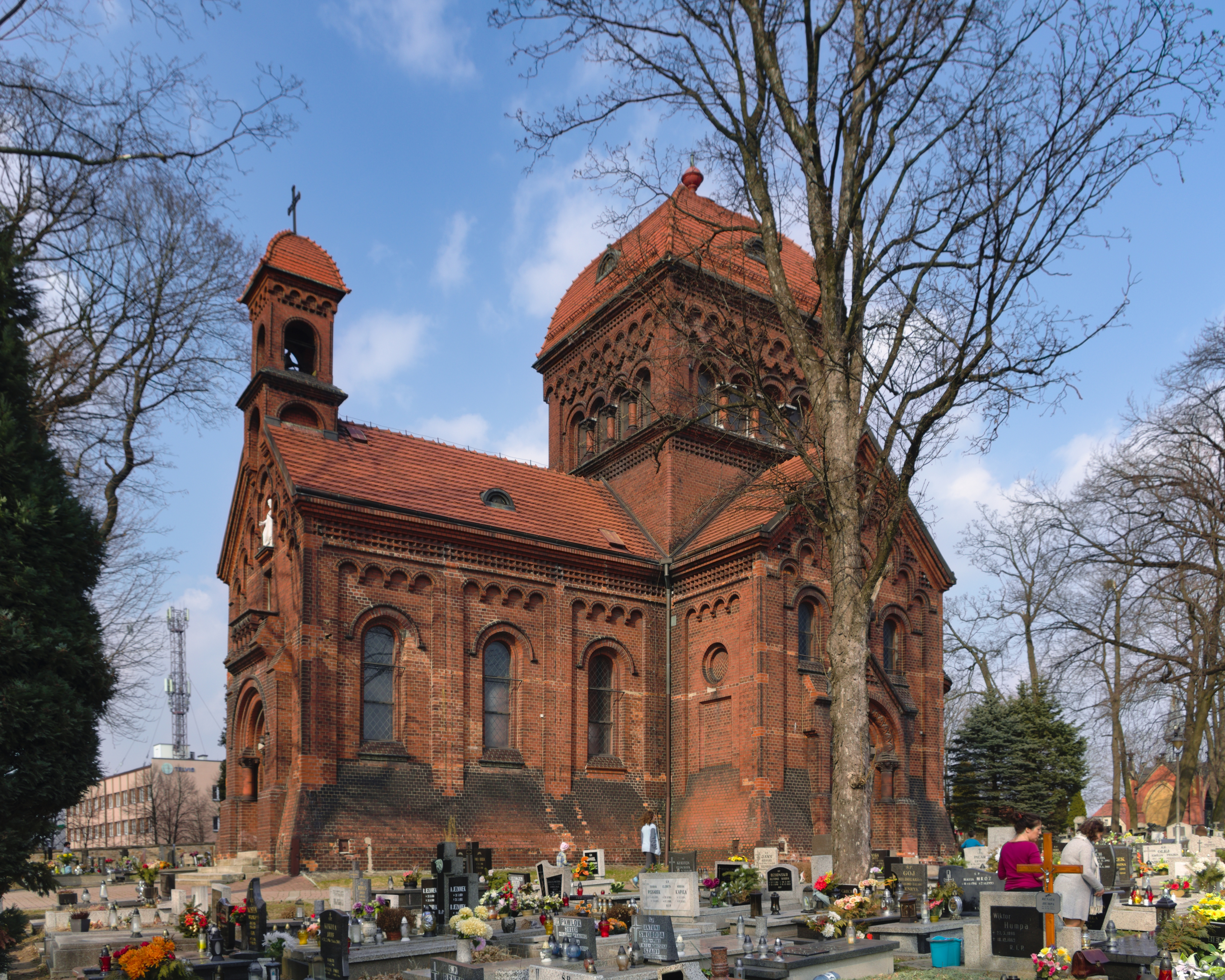
Kaplica od strony południowo-zachodniej (2021)

Kaplica Najświętszego Serca Pana Jezusa to kaplica cmentarna cmentarza parafialnego parafii św. Szczepana w Katowicach-Bogucicach. Położona jest ona przy ulicy W. Wróblewskiego, w północno-zachodniej części cmentarza, na jej głównej alei.
Jest to budowla murowana z cegły, u podstawy pogrubiona, wzniesiona na planie krzyża łacińskiego z absydą na wschodzie, zwieńczona dachem dwuspadowym, a w krzyżu dachem kopułowym, pokrytym dachówką. Bryła kaplicy jest mocno rozczłonkowana ramionami transeptu i wieżą. Powierzchnia zabudowy kaplicy wynosi 228 m², powierzchnia użytkowa około 150 m², a kubatura około 1,5 tys. m³.
Wzniesiona została w stylu neoromańskim i posiada liczne detale architektoniczne, w tym: podziały lizenowo-płycinowe, fryzy arkadkowe, obramienia okien czy witraże. Fasada kaplicy od zachodu jest jednoosiowa i dwukondygnacyjna. Pośrodku niej znajduje się portal z wejściem zamkniętym półkoliście. Portal wejściowy zwieńczony jest balustradą, za którą umieszczona jest wnęka w ścianie, a ponad nią widnieje figura Jezusa Chrystusa. W elewacji od strony zachodniej znajdują się: trójosiowy korpus nawowy, trójosiowe ramienia transeptu z wejściem bocznym, jednoosiowe prezbiterium oraz profil półkolisty apsydy. Elewacja od wschodu obejmuje półkolistą apsydę z trzema oknami zamkniętymi łukiem pełnym oraz dwiema nieco węższymi blendami. Ponad apsydą znajduje się trójkątne zwieńczenie zamknięcia prezbiterium. Elewacja północna jest prawie identyczna z południową.
Wnętrze kaplicy jest jednonawowe z transeptem. W nawie, prezbiterium i ramionach transeptu kaplica posiada sklepienie kolebkowe, a w umieszczonej nad skrzyżowaniem nawy i transeptu latarni wieży – gwiaździste. Posadzki kaplicy są kamienne, drzwi wejściowe drewniane, dwuskrzydłowe, a okna głównie trójkwaterowe. Pod kaplicą znajduje się krypta z 18 miejscami grzebalnymi. W kaplicy pochowani są lub mają swoje epitafia proboszczowie bogucickiej parafii.

## Galeria

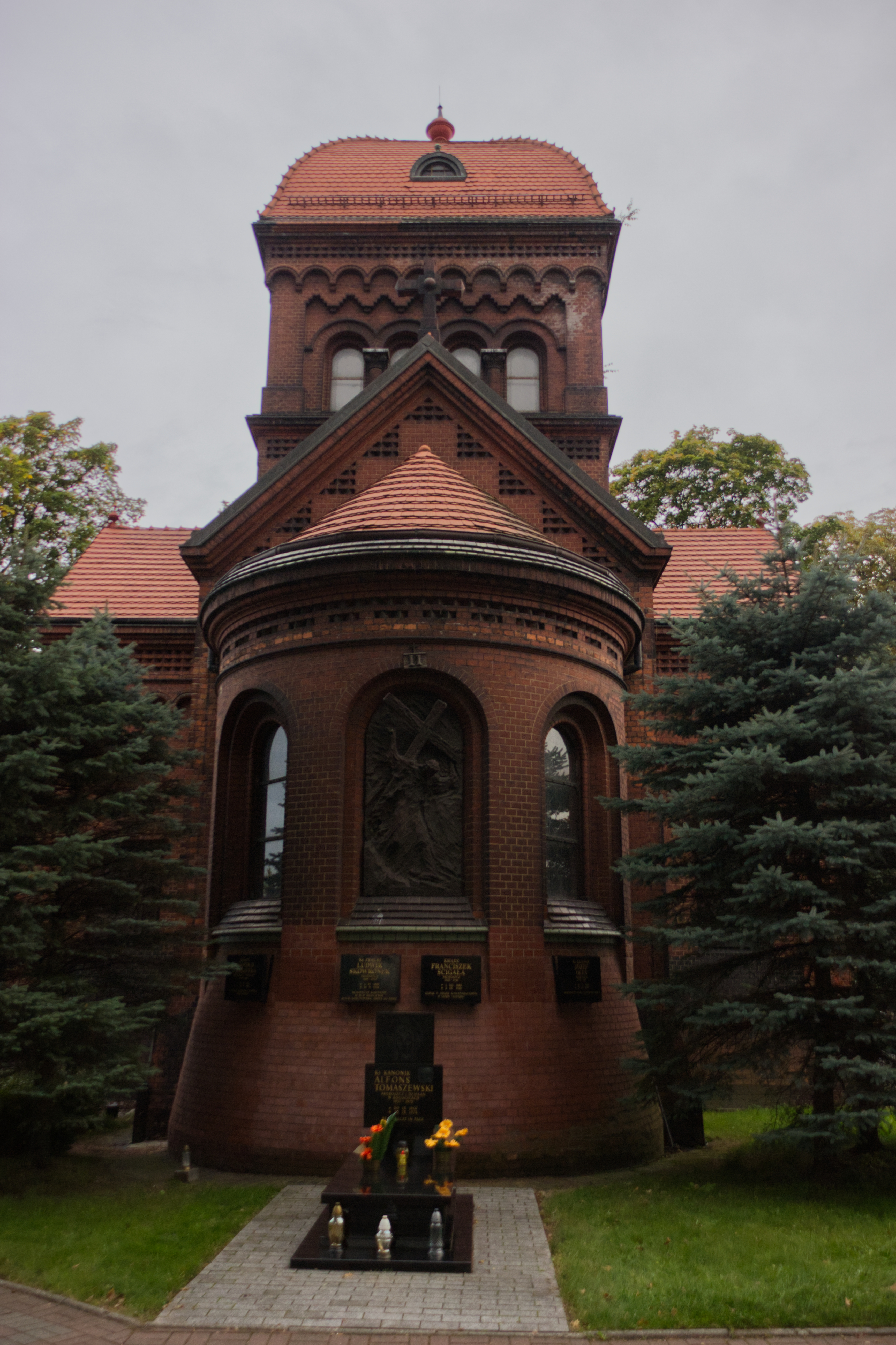
Kaplica od strony wschodniej (2019)
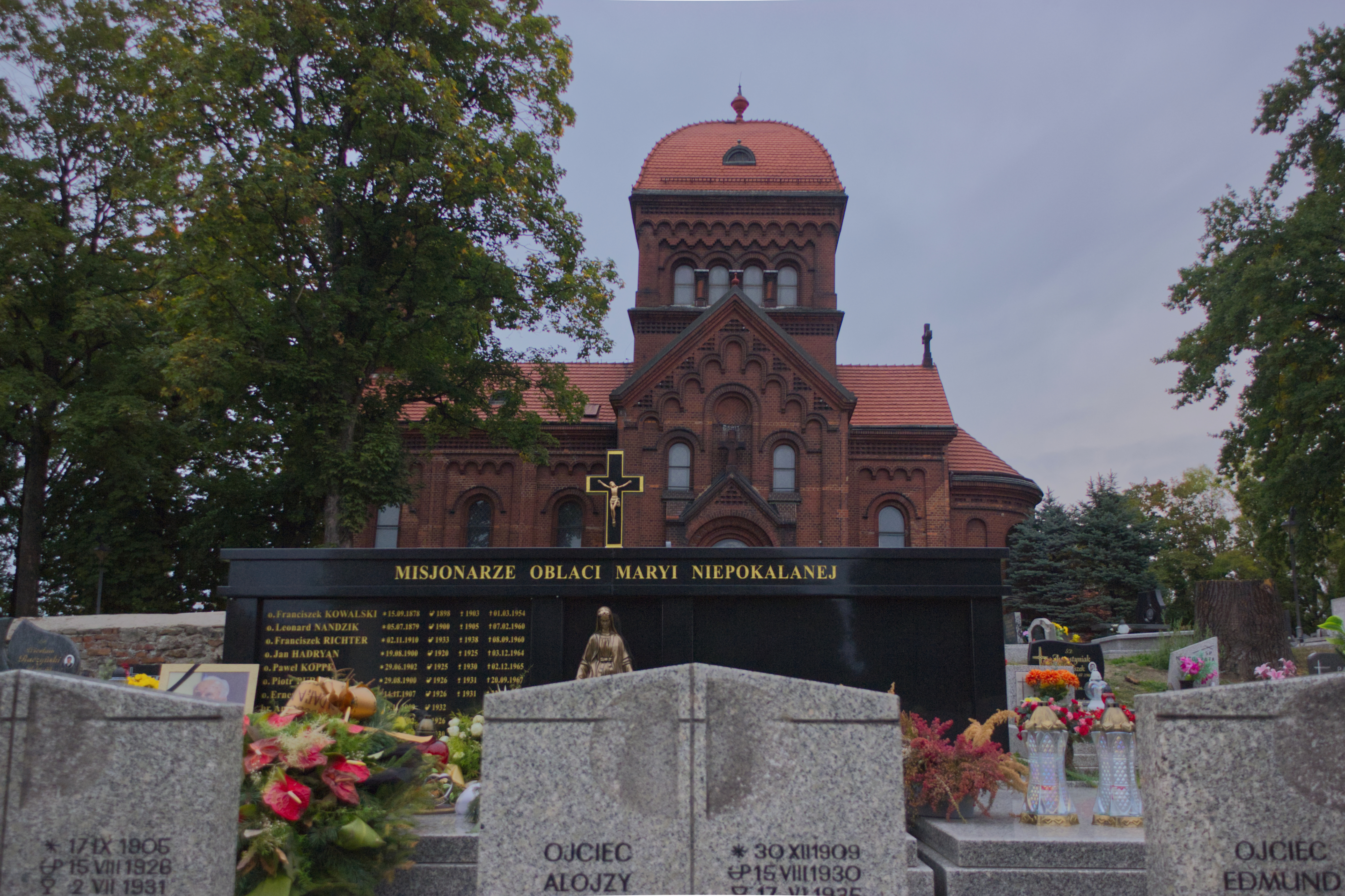
Kaplica od strony południowej (2019)
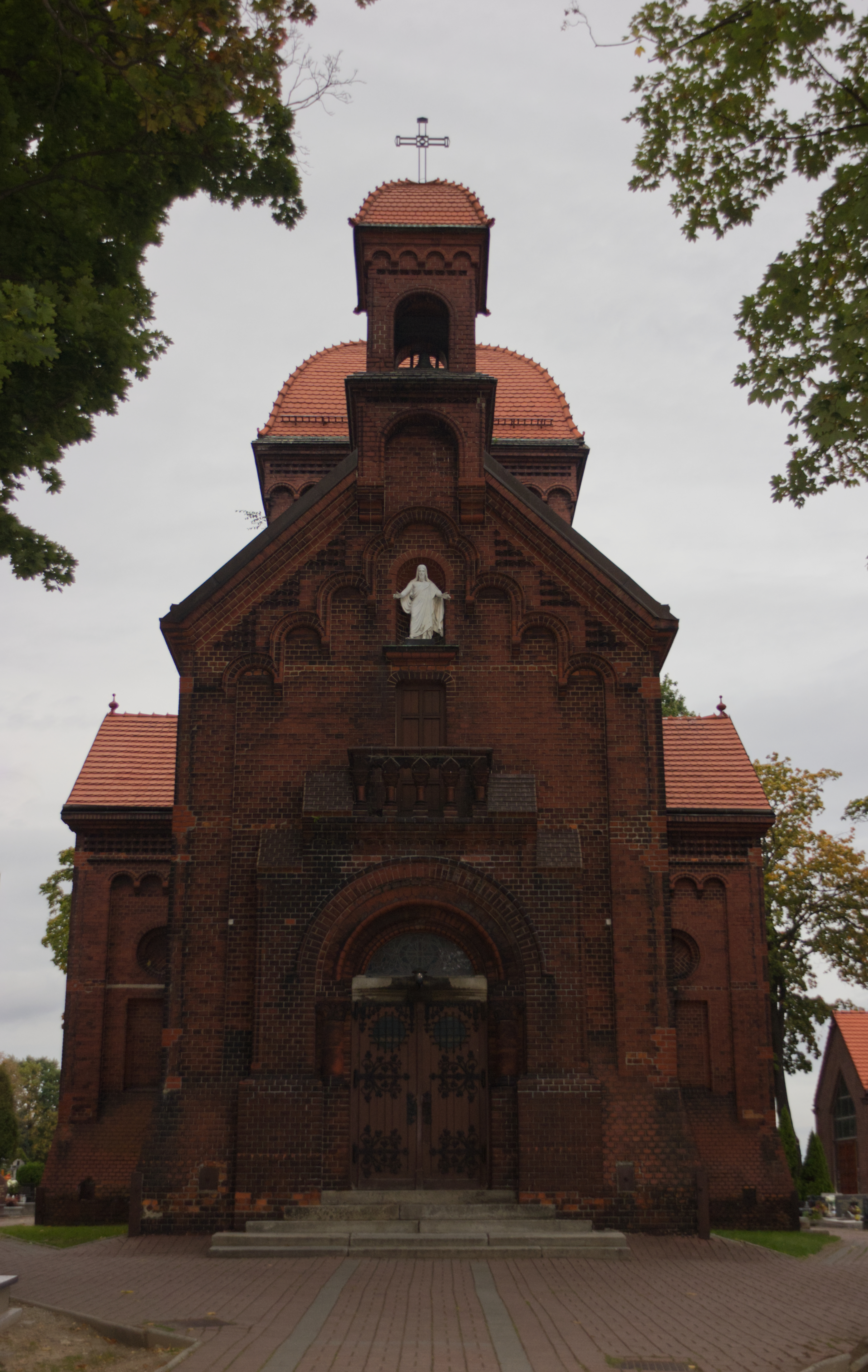
Kaplica od strony zachodniej (2019)
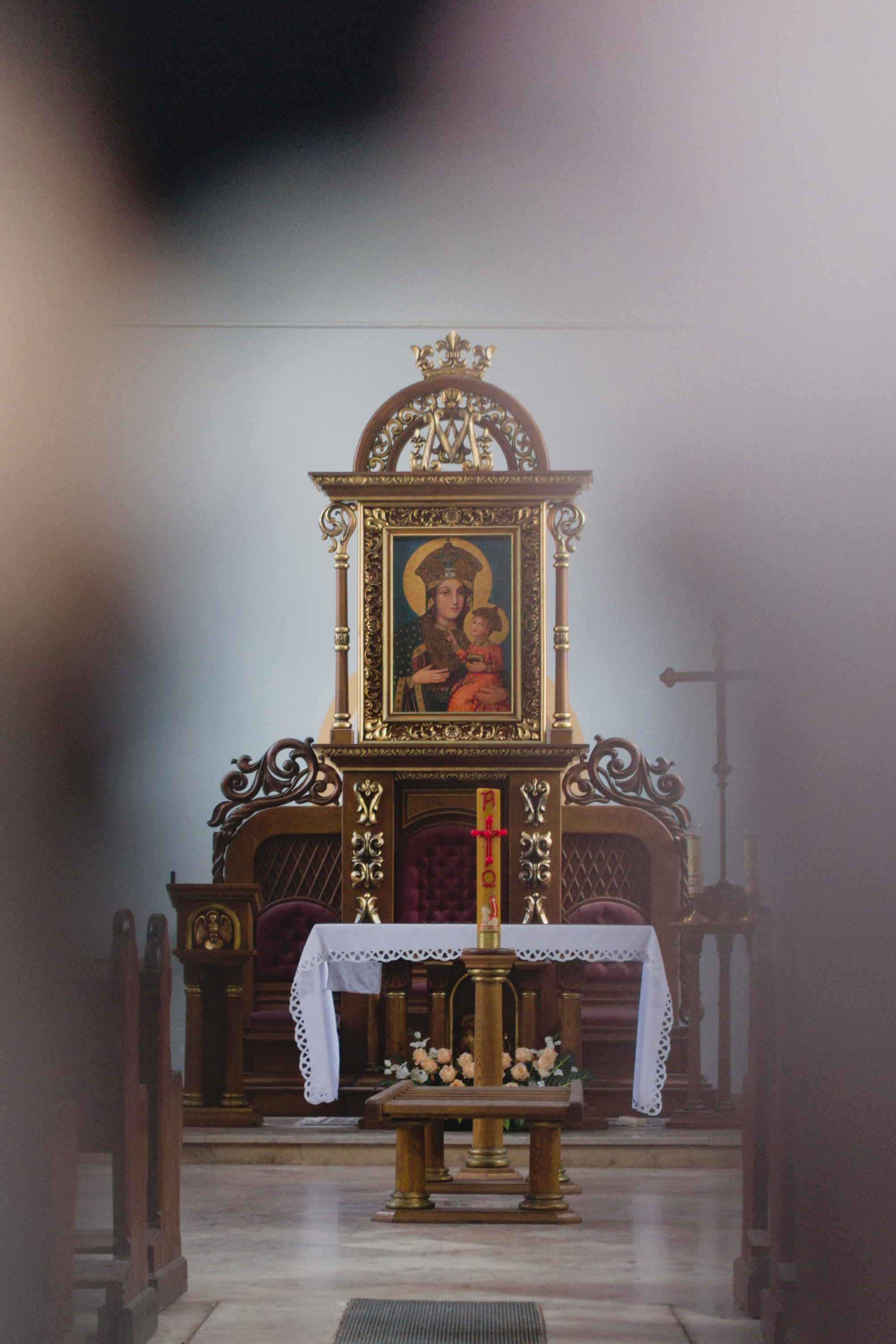
Wnętrze kaplicy z kopią obrazu Matki Bożej Boguckiej (2021)
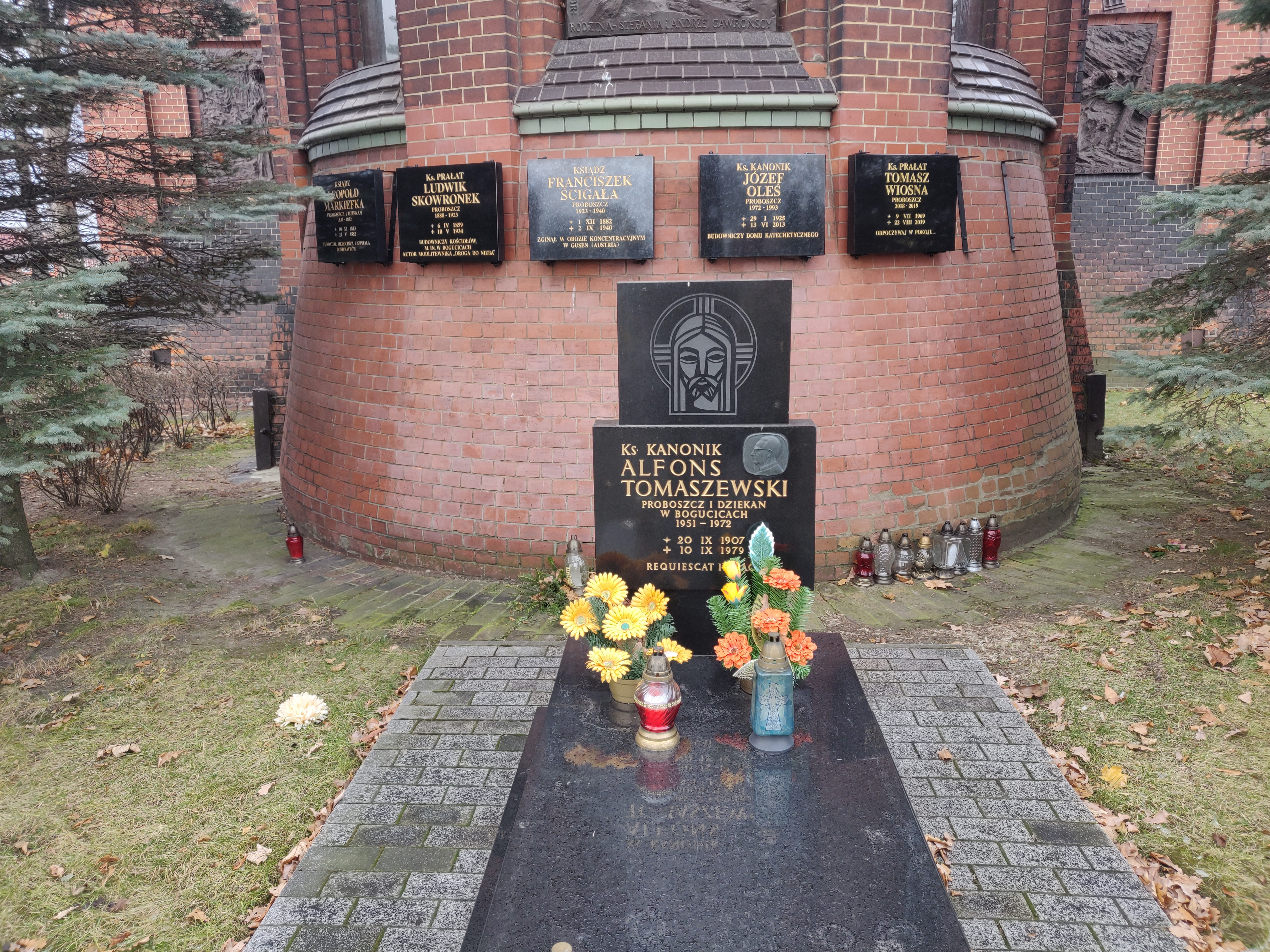
Epitafia i nagrobki przy kaplicy (2019)